# Agnes av Dampierre
Agnes av Dampierre, död 1288, var en fransk vasallherre. 
Hon var regerande dam av Bourbon mellan 1262 och 1288.